# María Lorena Gutiérrez
María Lorena Gutiérrez Botero, née le 1er septembre 1968 à Bogota, est une femme politique colombienne. Elle a notamment été ministre des Mines et de l'Énergie et ministre du Commerce, de l'Industrie et du Tourisme durant la présidence de Juan Manuel Santos.